# 梁美雲
梁美雲（1950年—）為前臺灣女子籃球運動員，場上位置為後衛，與應莉莉、徐台榮、莊瑞美與陳素真被稱為亞東五虎，1974年台元女籃向亞東女籃借五虎出訪美國比賽，1976年6月梁美雲與台元女籃領隊徐賡九的兒子徐粹青結婚。